# Крузенщерн (проток)
Крузенщерн е проток в Тихи океан, отделящ остров Райкоке от скалите Ловушки. Свързва Охотско море и Тихи океан. Това е един от големите проливи в Курилската верига.
Дължината му е около 15 km, минималната ширина е 50 km, а максималната дълбочина е 1764 m. Брегът е скалист и стръмен.
Солеността на водата в протока е от 32,5 до 34,2‰. Площта му е 40,84 km².
В южната си част преминава в протока Головнин. Средното ниво на прилива по бреговете на протока е 1 m. Бреговете му не са населени, намира се в акваторията на Сахалинска област.
Протокът е наречен в чест на руския мореплавател Иван Крузенщерн. Той преминава през него през май 1805 г. с кораба „Надежда“ и едва не се разбива в скалите Ловушки.